# RoboCop (personaggio)
RoboCop è un personaggio immaginario e il protagonista dell'omonima serie.

## Biografia del personaggio

### RoboCop
Alex Murphy è un poliziotto che vive a Detroit, noto per le sue doti di abilità, coraggio e onestà.
È sposato con Ellen e ha un figlio piccolo, Jimmy, con il quale trascorre molto tempo giocando a baseball e guardando i serial di genere poliziesco, specialmente T.J. Lazer, dal quale, per compiacere il figlio, copia il gesto di far roteare il grilletto della pistola sul dito indice prima di rinfoderarla.
Quando la Omni Consumer Product, detta OCP, una colossale multinazionale che gestisce molti interessi nell'industria bellica e di presidio, giunge al controllo del distretto di polizia municipale, gestisce una serie di ingenti spostamenti di personale da un distretto a un altro, e Murphy viene distaccato al Metro West, dove viene messo in coppia con Anne Lewis, una giovane poliziotta dalla tempra mascolina e dotata di grande forza morale e fisica.
Durante il primo giorno di servizio nel nuovo distretto, il poliziotto si imbatte nella banda del sadico boss criminale Clarence Boddicker, a capo di una feroce banda di delinquenti responsabili dell'uccisione di una trentina di agenti di polizia e altri crimini, che costringe a scappare in una vecchia acciaieria ormai in disuso. Ma in mancanza di rinforzi (a causa di tagli di personale e carenza di agenti) con cui fronteggiare adeguatamente la rabbiosa cricca armata fino ai denti, la Lewis viene tramortita, e Murphy viene barbaramente fucilato, morendo tra atroci sofferenze poche ore più tardi all'ospedale nonostante il pronto intervento dei migliori medici.
Nella OCP, frattanto, si tiene una riunione del consiglio di amministrazione per approvare la produzione di una linea di ED209, un gigantesco automa militare dotato di incredibili armi per mezzo del quale fronteggiare la dilagante crisi di violenza per le strade di Detroit. Questa tecnologia, caldeggiata dal dottor Dick Jones, vicepresidente dell'azienda, dovrebbe assicurare enormi guadagni per venticinque anni, tuttavia l'esemplare portato per una dimostrazione uccide barbaramente il giovane Kinney, membro del consiglio, crivellandolo di colpi a causa di un difetto. Il giovane e ambizioso Robert Morton, membro di rilievo del consiglio di amministrazione, coglie al volo l'opportunità e convince il Presidente della Ocp ad approvare il "Progetto RoboCop", atto a realizzare un prototipo di organismo cibernetico in grado di superare di molto la tecnologia degli ED209.
Poiché durante l'arruolamento aveva firmato un documento con il quale donava il corpo alla scienza, la OCP trasporta d'urgenza il cadavere di Murphy nei propri laboratori, dove i migliori ingegneri e biologi lo resuscitano facendo di lui un organismo cibernetico di tipo molto avanzato, munito delle migliori tecnologie da combattimento unite a riflessi computerizzati, e rivestito di una spessa corazza tratta da una lega di titanio e kevlar.
Prima della sua attivazione, a RoboCop, come viene chiamato, vengono cancellati tutti i ricordi legati alla sua prima vita e in loro sostituzione viene introdotto un programma composto da tre direttive atte a condizionare in ogni circostanza il suo comportamento: da questo momento in poi ogni sua azione sarà mossa a garantire l'ordine pubblico, alla protezione degli innocenti, all'imposizione del rispetto della legge. Viene introdotta una direttiva segreta (di cui lo stesso cyborg ignora l'esistenza) la quale gli impedisce di intraprendere azioni contro un alto dirigente OCP. Nel caso in cui dovesse trasgredire, il suo sistema di supporto vitale subirebbe una notevole crisi di efficienza. Tale direttiva, che viene suggerita da Jones, è in realtà più che una banale forma precauzionale dell'azienda, quanto piuttosto un asso nella manica per lo stesso Jones, che teme ripercussioni a causa dei suoi intrallazzi malavitosi che lo legano a Clarence.
Non appena attivato, RoboCop miete enormi successi contro il crimine, e non tarda a divenire un apprezzato fenomeno mediatico grazie a telenotiziari e quotidiani che lo descrivono come un eroe implacabile e coraggioso.
A sorpresa, un giorno si incontra con uno dei suoi assassini, e da questo momento la memoria perduta si risveglia con forza fino a quando diviene più autonomo nel pensiero e nel comportamento. Murphy inizia dunque la ricerca di coloro che gli hanno rovinato l'esistenza, e li uccide tutti quanti senza la minima pietà, giustiziando poi il perfido vicepresidente Jones, colpevole di aver favoreggiato più volte il sanguinario Boddicker per i propri meschini interessi personali.

### RoboCop 2
Un anno più tardi, il poliziotto cibernetico insegue Cain, un pericoloso criminale abituato ad uccidere con un grande ardore religioso, il quale però ha la meglio su RoboCop, che viene letteralmente ridotto in pezzi con l'uso di attrezzi da officina. I dirigenti della OCP colgono l'occasione per riprogrammare RoboCop con l'intenzione di renderlo più amichevole e servile, immettendo decine di direttive contraddittorie le une con le altre che hanno l'effetto di farlo comportare in modo ridicolo ed imprevedibile. Rendendosi conto del suo stato, Murphy decide di somministrarsi un pericoloso elettroshock per cercare di cancellare la programmazione a cui è stato sottoposto, rischiando la distruzione. La mossa funziona e riesce così a liberarsi non solo dalle direttive addizionali, ma anche dalle tre principali, divenendo totalmente libero.
Nel frattempo, Cain è stato catturato e trasformato dalla OCP in uno spaventoso organismo cibernetico di nuova concezione, e chiamato RoboCop II. L'azienda perde il controllo del cyborg che, in preda a terribili crisi d'astinenza, semina il panico in città. Murphy lo insegue nel tentativo di distruggerlo e, a seguito di un devastante combattimento, riesce nell'impresa strappando letteralmente il cervello di Cain dal corpo meccanico.

### RoboCop 3
Successivamente, la OCP, ormai prossima alla bancarotta, viene acquistata dalla Kanemitsu, una multinazionale giapponese, e per le strade di Detroit circolano i suoi mercenari detti "riqualificatori", che sfollano con violenza le case allo scopo di avviare i lavori per la costruzione di Delta City dalle ceneri della vecchia città. A seguito della morte di Anne Lewis, uccisa da questi agenti speciali, RoboCop si unisce ai ribelli nella lotta per difendere Detroit dalle mire della Kanemitsu, ma è pesantemente indebolito dalle armi che i mercenari hanno usato contro di lui, e viene riparato dalla bella dottoressa Mary Lazarus e aiutata dalla dolce Nikko. Non appena riprende le armi e torna in campo, i ribelli riescono a sconfiggere una feroce armata di teppisti senza scrupoli, improbabili mercenari prezzolati dai riqualificatori, e costringono quanto rimane della vecchia Ocp a rinunciare al progetto Delta City.

### RoboCop(remake 2014)
Alex Murphy vive a Detroit con la sua famiglia, composta dalla moglie Clara e dal figlio David. Col suo compagno di squadra Jack Lewis è sulle tracce di Antoine Vallon, un criminale sospettato di traffico d'armi e corruzione. Mentre seguono una pista, vengono entrambi coinvolti in una sparatoria, in cui Jack viene ferito. Poche ore dopo, Murphy rimane vittima dell'esplosione della sua stessa auto, manomessa da due poliziotti corrotti dallo stesso Vallon. Intanto la OCP tenta di far abrogare dal Governo degli Stati Uniti la Legge Dreyfuss, che vieta l'uso di vigilanti robotici per la città. Con l'approvazione di Clara, il dottor Norton, dipendente della OCP, porta a termine l'esperimento di costruire un automa che provasse sentimenti e distinguesse il bene dal male: nasce così RoboCop. Le sue capacità, benché superiori a quelle di una comune persona, sono comunque più dettate dall'insicurezza rispetto a quelle di un normale automa. Per questo Raymond Sellars, direttore della OCP, obbliga il dottor Norton a ritornare sul progetto per migliorare l'efficienza del cyborg, al quale viene inibita (per lui in modo inconscio) la facoltà di scegliere le azioni da eseguire durante il combattimento. Prima della presentazione al pubblico, l'intero database della polizia di Detroit viene scaricato nel cervello di Murphy che va in crisi. Costretto dal caso, Norton diminuisce i livelli di dopamina del cyber-poliziotto, che diventa tanto efficiente nel catturare i criminali, quanto privo di emozioni nei confronti della sua famiglia. Clara non si arrende, e dopo aver cercato d'interagire con lui, la coscienza di Murphy si risveglia, e comincia ad indagare sul suo tentato omicidio, sgominando Vallon e la sua banda ed eliminando i due poliziotti corrotti. Tuttavia Sellars ordina a Rick Maddox, un esperto di automi che ha poca simpatia per Murphy, di disattivarlo per sempre e indurlo così alla morte. Norton, convinto che lui non sia un oggetto, lo riattiva consentendogli così di avere la sua vendetta contro Sellars, che si scopre essere il burattinaio dietro l'attentato a Murphy da parte di Vallon.

## Caratterizzazione

### Poteri e abilità
Quando era ancora del tutto umano, Alex Murphy era un poliziotto di spicco rispetto ai suoi colleghi per la sua competenza e tenacia, sempre intraprendente, laborioso e capace di gestire le situazioni più disparate. Inoltre, una volta divenuto cyborg acquisisce una forza sovrumana, sicché può sopraffare fisicamente uomini di qualsiasi stazza e preparazione marziale senza alcuno sforzo, rompere facilmente ossa, sfondare muri e distruggere i materiali più coriacei. Il suo nuovo corpo è pressoché indistruttibile alle armi da fuoco di piccolo e medio calibro, ed è comunque estremamente difficile da abbattere pure con munizioni ad alto potenziale. È protetto anche da altissime temperature o esplosioni (per esempio, quella causata da una pompa di benzina andata in fiamme, da cui è uscito indenne), ed è ovviamente immune al dolore. Nonostante l'apparente goffaggine, i suoi sistemi cibernetici avanzati gli permettono di reagire molto più velocemente di quanto un essere umano potrebbe mai fare, e di mirare con precisione praticamente chirurgica. Il suo software lo rende informato su tutti gli avvenimenti di Detroit grazie a un collegamento wireless con l'intero sistema di telecamere presente in città, e da esse può reperire anche materiali relativi al passato. Ha svariate funzioni di scanning che gli consentono di filmare, isolare suoni, analizzare e confrontare le caratteristiche delle voci, appurare l'appartenenza di impronte digitali e tracce genetiche, nonché di captare i più minimali movimenti di un corpo (in tempo reale o dalle espressioni di un soggetto in foto) per dedurne lo stato emotivo corrente e le probabili reazioni. Da questo principio, la sua cpu può renderizzare simulazioni riguardanti gli avvenimenti futuri, per anticipare anche le mosse di gruppi di persone, calcolare traiettorie o per valutare percorsi tattici. Ha accesso a tutti i database della polizia, così da poter reperire in un istante qualsiasi informazione disponibile su criminali e persone schedate. Dispone poi di numerose altre funzioni, come mappe digitali, hud adattabile in grado di interagire con l'ambiente, tipi di visione quali quella notturna e a infrarossi. Può interfacciarsi su qualsivoglia computer e utilizzarlo mentalmente.
La coscia è in grado di contenere la sua arma d'ordinanza, una grossa pistola ad altissime prestazioni, così che aprendosi Murphy possa estrarla. Può persino montare, al posto degli avambracci, armi specifiche.

#### Nel 2014
In questa versione RoboCop conserva le stesse capacità dell'originale, ma è molto più agile e veloce. Inoltre la sua corazza è costituita da una lega più resistente del titanio e possiede un mainframe più aggiornato. Al contrario dell'originale, possiede ancora completamente intatta la sua coscienza umana.

## Altri media
Il personaggio di Murphy/RoboCop è apparso anche in televisione per le interpretazioni di Richard Eden e di Page Fletcher in due serie televisive canadesi, una serie TV chiamata RoboCop e una stagione ed un'altra chiamata RoboCop: Prime Directives composta da quattro episodi (mai arrivata in Italia)

### Fumetti
È stato ripreso da autori quali Frank Miller e Walter Simonson. È apparso anche nel fumetto RoboCop versus The Terminator, dove Alex, dopo essere stato ucciso, viene trasformato in un T-800 molto simile a quello interpretato da Arnold Schwarzenegger nei primi due film (Terminator e Terminator 2 - Il giorno del giudizio).

### Videogiochi
È il protagonista di diversi videogiochi tratti dalla saga di RoboCop, a partire da RoboCop del 1988 e Robocop: Rogue City del 2023. 
Nei seguenti videogiochi crossover sono presenti sia Robocop che Terminator:
- RoboCop versus the Terminator (1993);
- Mortal Kombat 11 (2019) come lottatore DLC.[1] Nel suo finale, dopo aver sconfitto Kronika ed essersi impossessato del suo potere, scoperta la corruzione dell'OCP dopo che Kano stava trafficando sulla Terra, mette insieme una squadra e si infiltra nella base DELL'OCP per annientarla